# Rivian R1T
La Rivian R1T è la prima autovettura elettrica prodotta dalla casa automobilistica statunitense Rivian a partire dal settembre 2021.

## Descrizione e tecnica
La R1T è un pick-up completamente elettrico alimentato a batteria con trazione integrale. Il veicolo è dotato di quattro motori elettrici, uno su ciascuna ruota, che in combinazione producono una potenza totale di 835 CV (623 kW) e 1231 Nm di coppia. Questi sono del tipo a magneti permanenti, con i motori anteriori chr producono 415 CV (309 kW) e 560 Nm di coppia mentre i due motori posteriori producono 420 CV (310 kW) e 671 Nm di coppia. L'accelerazione nello 0–60 mph (0–97 km/h) è di 3,0 secondi, mentre la velocità massima è di 180 km/h.
Le sospensioni che sono del tipo pneumatiche regolabili in altezza con un'escursione di 170 mm, consentono di variare l'altezza di marcia di 200–370 mm. Lo schema sospensivo all'anteriore vi è a doppio braccio oscillante con lunghezza dei bracci disuguale, mentre al posteriore un multilink.
La frenata rigenerativa può esercitare fino a 0,21 g di decelerazione senza azionare il sistema frenante, andando a ricaricare la batteria con l'energia dissipata durante le decelerazioni. La distribuzione del peso anteriore-posteriore è ripartita secondo lo schema 51/49.
L'autonomia con il pacco batteria standard da 135 kWh è di 505 km, mentre con quello più grande da 180 kWh è di 640 km. Le celle agli ioni di litio sono prodotte dalla Samsung, ma la batteria è assemblata direttamente dalla Rivian a Normal in Illinois. Il pacco batterie è integrato nella parte bassa del telaio riducendo gli ingombri e il baricentro, seguendo lo schema definito come "piattaforma skateboard".